# Slovenské Ďarmoty
Slovenské Ďarmoty é um município da Eslováquia, situado no distrito de Veľký Krtíš, na região de Banská Bystrica. Tem 10,04 km² de área e sua população em 2018 foi estimada em 547 habitantes.

## Demografia
| Ano:        | 1994 | 2004   | 2014   | 2024    |
| ----------- | ---- | ------ | ------ | ------- |
| Broj ljudi: | 611  | 553    | 570    | 500     |
| Razlika:    |      | -9,49% | +3,07% | -12,28% |

| Ano:               | 2023 | 2024   |
| ------------------ | ---- | ------ |
| Número de pessoas: | 493  | 500    |
| Diferença:         |      | +1,41% |